# Фабрис Санторо
Фабрѝс Ветеа Санторо̀ (на френски: Fabrice Vetea Santoro) е френски тенисист. 

## Биография
Фабрис Санторо̀ е роден на 9 декември 1972 г. в Таити най-големия остров на Френска Полинезия.

## Кариера
Фабрис Санторо̀ достига най-високо класиране в ранглистата на сингъл, до 17 място през 2001 г. Той е известен като един от тенисистите с най-атрактивен стил на игра. Играе с две ръце бекхенд и форхенд (нещо уникално в съвременни тенис). През 2002 получава прозвището „Магьосникът“ (The Magician) от Пийт Сампрас след мачът им в Индиън Уелс.
В 20-годишната си кариера на професионален тенисист Санторо постига по-големи успехи на двойки. В турнирите от Големия шлем е двукратен победител от Откритото първенство на Австралия с Микаел Льодра (2003 и 2004 г.) и печели титлата при смесените двойки на Ролан Гарос от 2005 г. с Даниела Хантухова.
През 1991 г. играе важна роля за спечелването на Купа Дейвис от отбора на Франция, въпреки че не участва във финалната среща.
Има победи срещу почти всички водачи в световната ранглиста. В края на кариерата си е най-възрастния състезател от топ 100. През ноември 2009 г. обявява оттеглянето си от активна състезателна кариера.

## Рекорди
- През кариерата си Санторо побеждава 17 тенисиста, които са били водачи в световната ранглиста (Джими Конърс, Матс Виландер, Борис Бекер, Стефан Едберг, Джим Къриър, Андре Агаси, Пийт Сампрас, Томас Мустер, Марсело Риос, Густаво Куертен, Карлос Моя, Патрик Рафтър, Хуан Карлос Фереро, Марат Сафин, Лейтън Хюит, Анди Родик и Роджър Федерер). Играе с още трима водачи, но не успява да ги победи: 0 – 6 срещи с Евгени Кафелников, 0 – 1 с Иван Лендъл и 0 – 1 с Рафаел Надал. Не се е срещал с 4 от 24 бивши първи ракети в света (Илие Настасе, Джон Нюкъмб, Бьорн Борг и Джон Макенроу).
- Санторо печели най-дългия мач на сингъл в историята на „Отворената ера“. На Ролан Гарос 2004 г., той побеждава французина Арно Клеман в мач, продължил 6 ч. и 33 м. в първи кръг 6 – 4, 6 – 3, 6 – 7 (5), 3 – 6, 16 – 14.
- 69 пъти взима участие в турнирите от Големия шлем на сингъл. От 1989 до 2009 г. пропуска само 1 Ролан Гарос през 1996 г. поради контузия. На всичките турнири от шлема побеждава в 63 мача и губи 68. Най-добрият му резултат е достигането до четвъртфинал на Откритото първенство на Австралия през 2006 г.

## Кариерна статистика

### ATP финали (6 титли; 12 финала)
|        | П–З | Година | Турнир                | Клас           | Настилка   | Опонент          | Резултат                 |
| ------ | --- | ------ | --------------------- | -------------- | ---------- | ---------------- | ------------------------ |
| Загуба | 0–1 | 1990   | Тулуза Гран При       | Световни серии | Твърда (з) | Йонас Свенсон    | 6–7(5–7), 2–6            |
| Загуба | 0–2 | 1993   | Дубай Чемпиъншипс     | Световни серии | Твърда     | Карел Новачек    | 4–6, 5–7                 |
| Загуба | 0–3 | 1994   | Австрия Оупън Кицбюел | Световни серии | Клей       | Горан Иванишевич | 2–6, 6–4, 6–4, 3–6, 2–6  |
| Победа | 1–3 | 1997   | Сюд дьо Франс Оупън   | Световни серии | Твърда (з) | Томи Хаас        | 6–4, 6–4                 |
| Загуба | 1–4 | 1998   | Катар Оупън           | Световни серии | Твърда     | Петер Корда      | 0–6, 3–6                 |
| Победа | 2–4 | 1999   | Оупън 13              | Световни серии | Твърда (з) | Арно Клеман      | 6–3, 4–6, 6–4            |
| Загуба | 2–5 | 1999   | Копенхаген Оупън      | Световни серии | Килим (з)  | Магнус Густафсон | 4–6, 1–6                 |
| Победа | 3–5 | 2000   | Катар Оупън           | Международни   | Твърда     | Райнер Шютлер    | 3–6, 7–5, 3–0 отказва се |
| Загуба | 3–6 | 2001   | Хале Оупън            | Международни   | Трева      | Томас Йохансон   | 3–6, 7–6(7–5), 2–6       |
| Победа | 4–6 | 2002   | Дубай Чемпиъншипс     | Межд. Голд     | Твърда     | Юнес Ел Айнауи   | 6–4, 3–6, 6–3            |
| Победа | 5–6 | 2007   | Зала на славата Оупън | Международни   | Трева      | Никола Маю       | 6–4, 6–4                 |
| Победа | 6–6 | 2008   | Зала на славата Оупън | Международни   | Трева      | Пракаш Амритраж  | 6–3, 7–5                 |

### Титли на двойки в турнири от Големия шлем (2)
| Година | Турнир           | Партньор      | Съперници                | Резултат            |
| ------ | ---------------- | ------------- | ------------------------ | ------------------- |
| 2003   | ОП Австралия (1) | Микаел Льодра | Марк Ноулс Даниел Нестор | 6 – 4, 3 – 6, 6 – 3 |
| 2004   | ОП Австралия (2) | Микаел Льодра | Боб Брайън Майк Брайън   | 7 – 6(7–4), 6 – 3   |

### Загубени финали на двойки в турнири от Големия шлем (3)
| Година | Турнир       | Партньор      | Съперници                 | Резултат                   |
| ------ | ------------ | ------------- | ------------------------- | -------------------------- |
| 2002   | ОП Австралия | Микаел Льодра | Марк Ноулс Даниел Нестор  | 7 – 6(7–4), 6 – 3          |
| 2004   | Ролан Гарос  | Микаел Льодра | Ксавие Малис Оливие Рокюс | 7 – 5, 7 – 5               |
| 2006   | Уимбълдън    | Ненад Зимонич | Боб Брайън Майк Брайън    | 6 – 3, 4 – 6, 6 – 4, 6 – 2 |

### Титли на смесени двойки в турнири от Големия шлем (1)
| Година | Турнир      | Партньор          | Съперници                        | Резултат            |
| ------ | ----------- | ----------------- | -------------------------------- | ------------------- |
| 2005   | Ролан Гарос | Даниела Хантухова | Мартина Навратилова Леандер Паеш | 3 – 6, 6 – 3, 6 – 2 |